# Pierre Martin Ngô Đình Thục
Pierre Martin Ngô Đình Thục (Huế, 6 ottobre 1897 – Joplin, 13 dicembre 1984) è stato un arcivescovo cattolico vietnamita.

## Biografia
Monsignor Pierre Martin Ngô Đình Thục nacque a Huế il 6 ottobre 1897 in una ricca famiglia cattolica. Era il secondo dei sei figli di Ngô Đình Khả, un mandarino della dinastia Nguyễn che servì l'imperatore Thành Thái durante l'occupazione francese del Vietnam, e di Than Thi "Anna" Nguyen.
Il suo fratello maggiore Khôi era governatore. Secondo quanto riferito, Khôi fu sepolto vivo dai Viet Minh subito dopo la rivoluzione di agosto del 1945 per essere stato un mandarino dell'amministrazione dell'imperatore filo-francese Bảo Đại. Altri tre fratelli, Diệm, Nhu e Cẩn, erano tutti politicamente attivi. Diệm fu ministro degli interni sotto Bảo Đại negli anni '30 per un breve periodo e tra la fine degli anni '40 e gli anni '50 aumentò la sua influenza nell'ambito di un movimento cattolico anticomunista in un periodo in cui vari gruppi cercavano di stabilire il loro dominio sul Vietnam. Nel 1955 Ngô Đình Diệm guidò un colpo di Stato, rovesciò l'imperatore e divenne presidente del Vietnam del Sud. Diệm, Nhu e Cẩn furono tutti assassinati durante il colpo di Stato del 1963. Il cardinale François-Xavier Nguyên Van Thuán era suo nipote, figlio di sua sorella.

### Formazione e ministero sacerdotale
Tra il 1904 e il 1908 frequentò la scuola di Pellerin, un istituto privato gestito dai Fratelli delle scuole cristiane. Nel settembre del 1909 fu ammesso nel seminario minore di An Ninh e nel settembre del 1917 al seminario maggiore di Phu Xuan, nel vicariato apostolico di Huê. Nel novembre del 1919 il vescovo Eugène-Marie-Joseph Allys lo inviò a Roma per studiare al Pontificio Collegio Urbano. Conseguì i dottorati in filosofia nel 1922, in teologia nel 1926 e la laurea in lettere.
Il 20 dicembre 1925 fu ordinato presbitero a Roma dal cardinale Willem Marinus van Rossum. In seguito venne mandato in Francia per insegnare alla Sorbona. Tornò poi a Roma e nel 1927 conseguì il dottorato in diritto canonico al Pontificio ateneo romano di Sant'Apollinare. Dall'ottobre del 1927 al 6 marzo 1929 perfezionò gli studi di lettere all'Institut catholique di Parigi. Tornato in patria fu professore al Collegio dei fratelli vietnamiti a Huế, professore nel seminario maggiore "Sacro Cuore" di Huế e decano del Collegio della Provvidenza dall'ottobre del 1933.

### Ministero episcopale
L'8 gennaio 1938 papa Pio XI lo nominò vicario apostolico di Vĩnh Long e vescovo titolare di Sesina. Ricevette l'ordinazione episcopale il 4 maggio successivo nella cattedrale del Cuore Immacolato di Maria a Huế dall'arcivescovo Antonin-Fernand Drapier, delegato apostolico in Indocina, co-consacranti il vicario apostolico di Saigon Isidore-Marie-Joseph Dumortier e quello di Bùi Chu Dominique Maria Ho Ngoc Cân. Fu il terzo vescovo vietnamita. Realizzò la sede vescovile, fondò il seminario minore "Beato Ming" nel 1944, promosse le vocazioni nell'ordine delle Suore amanti della Santa Croce e la formazione di esse a scuola e all'università. Organizzò corsi di formazione per i giovani.
Nel 1950 lui e suo fratello Diệm chiesero il permesso di recarsi a Roma per le celebrazioni dell'Anno Santo nella Città del Vaticano, ma andarono invece in Giappone a fare pressioni sul principe Cường Để per ottenere un appoggio per prendere il potere. Incontrarono anche Wesley Fishel, un consulente accademico americano per il governo degli Stati Uniti. Egli era un sostenitore della dottrina anti coloniale e anticomunista della terza forza in Asia e fu colpito da Diệm. Aiutò i fratelli a organizzare contatti e riunioni negli Stati Uniti per trovare sostenitori.
Con lo scoppio della guerra di Corea e il maccartismo degli anni '50, gli anticomunisti vietnamiti erano visti con molto favore negli Stati Uniti. Diệm e Thục furono ricevuti al Dipartimento di Stato dal Segretario di Stato facente funzione James E. Webb, dove Thục parlò molto. Diệm allacciò uno stretto legame con il cardinale Francis Joseph Spellman, il religioso più politicamente influente del suo tempo. Spellman aveva studiato con Thục a Roma negli anni '30 e divenne uno dei più potenti sostenitori di Diệm. Con l'aiuto del fratello Diệm ottenne un'udienza con papa Pio XII a Roma. Spellman aiutò Diệm a trovare sostegno tra gli ambienti cattolici e di destra. Mentre la potenza francese in Vietnam declinava, il sostegno di Diệm negli Stati Uniti, che Thục contribuì a coltivare, fece aumentare la sua influenza. L'imperatore Bảo Đại lo nominò Primo ministro dello Stato del Vietnam perché pensava che le connessioni di Diệm gli potessero garantire ampi finanziamenti.
Nell'ottobre del 1955 Diệm depose l'imperatore Bảo Đại in un referendum fraudolento organizzato da Nhu e si autoproclamò presidente della Repubblica del Vietnam. La famiglia Ngô accentrò i poteri su di sé favorendo i cattolici in un paese a maggioranza buddista. Il regime utilizzò la polizia segreta e l'imprigionamento e la tortura di oppositori politici e religiosi. Le politiche e il comportamento della famiglia Ngô infiammarono così le tensioni religiose. Il governo favoriva i cattolici nel servizio pubblico e nelle promozioni militari, così come nell'assegnazione di terreni, negli affari e nelle agevolazioni fiscali. Nel 1957 fondò l'Università di Da Lat, nella provincia di Lam Dong.
Il 24 novembre 1960 papa Giovanni XXIII lo nominò arcivescovo metropolita di Huê. Divenne così il primo arcivescovo vietnamita. Rifece completamente la cattedrale arcidiocesana, ormai fatiscente, restaurò l'episcopio, riformò il seminario e fondò il seminario di Hoan-Thien (dal nome dei due martiri: Doan Trinh Hoan e Tran Van Thien). Restaurò e abbellì l'area di La Vang che divenne un centro di pellegrinaggio dei parrocchiani vietnamiti. In seguito chiese alla Santa Sede di innalzare la chiesa di La Vang a santuario e fondò il giornale del santuario La Vang che attirò lettori e collaboratori. Fu promotore di diverse attività sociali come la costruzione di sei scuole secondarie private alle quali furono ammessi studenti cattolici e non cattolici. Costruì il santuario della Santissima Trinità a Vĩnh Long e il santuario di San Pietro a Saigon. A Vĩnh Long costruì una casa per attività sociali con biblioteca e sala conferenze per le attività della gente. Restaurò molti orfanotrofi della diocesi.
Nel maggio del 1963, nella città centrale di Huế, dove Thục era arcivescovo, ai buddisti fu proibito di mostrare la loro bandiera durante le celebrazioni del Vesak, che commemorano la nascita di Buddha. Il governo citò un regolamento che proibiva l'esposizioni di bandiere non governative. Alcuni giorni prima, i cattolici furono incoraggiati tuttavia a esporre bandiere vaticane per celebrare il 25º anniversario di episcopato di Thục. Per pagare le celebrazioni furono utilizzati fondi del governo e anche i residenti di Huế, una roccaforte buddista, furono costretti a contribuire. Questa situazione generò le proteste dei buddisti contro il governo che si interruppero quando nove civili furono uccisi o investiti in una carica dei militari. Nonostante le riprese mostrino il contrario, gli Ngô incolparono delle morti i Viet Cong. Scoppiarono altre proteste per l'eguaglianza dei diritti in tutto il paese. L'arcivescovo chiese ai suoi fratelli di sopprimere con la forza le manifestazioni. Più tardi, le forze degli Ngô attaccarono e vandalizzarono le pagode buddiste in tutto il paese nel tentativo di schiacciare il movimento in crescita. Si stima che fino a 400 persone rimasero uccise o scomparvero.
Diệm fu rovesciato e assassinato insieme con suo fratello Nhu il 2 novembre 1963. Cẩn fu condannato a morte e giustiziato nel 1964. Dei sei fratelli, solo Thục e Luyện sopravvissero agli sconvolgimenti politici in Vietnam. Luyện era ambasciatore a Londra e Thục si trovava a Roma per il Concilio Vaticano II. Dopo il Concilio, per ragioni politiche e, più tardi, per eludere le punizioni del governo post-Diệm, all'arcivescovo Thục non fu permesso di tornare alle sue funzioni in patria e incominciò così la sua vita in esilio, inizialmente a Roma.
Il 17 febbraio 1968 papa Paolo VI accettò la sua rinuncia al governo pastorale dell'arcidiocesi e lo nominò arcivescovo titolare di Bulla Regia.
Si trasferì poi a Tolone, in Francia, dove operò come confessore nella cattedrale fino al 1981 circa. Almeno una volta concelebrò in volgare la messa secondo il rito riformato da papa Paolo VI nel 1969.

### Sedevacantismo
Convinto che una crisi stesse devastando la Chiesa cattolica e subendo la crescente influenza dei cattolici sedevacantisti, consacrò numerosi vescovi senza il mandato dalla Santa Sede.

#### Consacrazioni palmariane, prima scomunica e prima riconciliazione
Palmar de Troya è una cittadina spagnola, vicino a Siviglia. Negli anni '70 fu luogo di alcune supposte apparizioni mariane testimoniate da alcune ragazze e da un visionario di nome Clemente Domínguez, che più tardi si autoproclamò antipapa con il nome di Gregorio XVII. Domínguez fondò l'Ordine Carmelitano del Sacro Volto che più tardi divenne la Chiesa cattolica palmariana.
L'arcivescovo Thục credette a queste rivelazioni mistiche e nel dicembre del 1975 si recò a Palmar de Troya. Lì l'11 gennaio 1976, contro la volontà della Santa Sede, ordinò cinque vescovi: Clemente Domínguez Gómez, Manuel Alonso Corral, Camilo Leandro Estevez Puga de Maside, Michael Thomas Donnelly e Francis Bernard Fulgencio Sandler. Per questo motivo, Thục e i vescovi da lui ordinati furono scomunicati da papa Paolo VI. Successivamente, Thục si pentì, fu reintegrato nella Chiesa di Roma e inviato in penitenza, quale assistente del parroco, nella minuscola località di Civitavecchia di Arpino, ove risiedette stabilmente dal 1976 al 1978. Nel frattempo Clemente Domínguez Gómez fondò la Chiesa cattolica palmariana. Essa attualmente è guidata da Joseph Odermatt, dal 2016 papa con il nome di Pietro III.

#### Nuove consacrazioni, seconda scomunica
Successivamente, rifiutò di seguire le riforme del Concilio Vaticano II e il 7 maggio 1981 ordinò vescovo Michel Louis Guérard des Lauriers senza il consenso della Santa Sede. Des Lauriers era un frate domenicano, esperto del dogma dell'Assunzione di Maria, consigliere di papa Pio XII ed ex professore alla Pontificia Università Lateranense. Nell'ottobre del 1981 consacrò vescovi due sacerdoti messicani ed ex professori di seminario, Moisés Carmona y Rivera (di Acapulco) e Adolfo Zamora y Hernández (di Città del Messico). Entrambi questi sacerdoti erano convinti che la sede papale di Roma fosse vacante e che i successori di papa Pio XII fossero eretici usurpatori dell'ufficio papale e del potere. Nel febbraio 1982, nella chiesa di San Michele a Monaco di Baviera, rilasciò una dichiarazione in cui affermava che la Santa Sede era vacante, intimando che desiderava una restaurazione della gerarchia per porre fine alla sede vacante. Tuttavia, i vescovi sedevacantisti nominati da Thục non costituirono mai un movimento unitario, ma agirono singolarmente, sostenendo le proprie posizioni e nominando solo pochi altri vescovi.
Può aver compiuto altre consacrazioni oltre ai cinque vescovi a Palmar de Troya e ai tre sedevacantisti nel 1981. Si dice che abbia consacrato due sacerdoti, Luigi Boni e Jean-Gérard Roux, a Loano, in Italia, il 18 aprile 1982. Tuttavia, il dottor Heller, membro della Foederatio Internationalis Una Voce di Monaco di Baviera disse che Thục in quei giorni era con lui nella capitale della Baviera. I vescovi consacrati da Thục procedettero a consacrare altri vescovi per vari gruppi cattolici, molti dei quali sedevacantisti.
Il 25 settembre 1982 ordinò vescovo Christian Marie Datessen, già vescovo della Chiesa vetero-cattolica. In questo periodo, Thục consacrò numerosi individui di tendenza vetero-cattolica o appartenenti a chiese cattoliche indipendenti: molti di essi collezionarono più linee di successione apostolica e vennero ordinati da più di una chiesa o setta. Sul finire del 1982, Thục partì per gli Stati Uniti d'America su invito di Louis Vezelis, un ex frate francescano missionario, cattolico tradizionalista, che fu consacrato vescovo da uno dei vescovi della linea di Thục, George Musey, coadiuvato dai vescovi Carmona, Zamora e Martínez, per fornire ai vescovi un "concilio imperfetto" che avrebbe avuto luogo in seguito in Messico per eleggere un papa legittimo tra di loro.
Il 12 marzo 1983 Thuc fu nuovamente scomunicato da papa Giovanni Paolo II.
Si stabilì a New York, ma successivamente si trasferì nel monastero della Congregazione della Madre corredentrice di Carthage, nel Missouri. Lì, nell'agosto del 1984, presiedette il congresso mariano. In quella sede pronunciò quelle che si dice siano state le ultime parole della sua vita in pubblico: "Per 20 anni non ho mai visto persone vietnamite come queste. Vorrei ringraziare tutti voi per la vostra gentilezza e per il popolo vietnamita nel mio cuore".

#### Seconda riconciliazione e morte
Il 5 dicembre 1984 fu ricoverato al St. John's Regional Medical Center di Joplin. Morì il 13 dicembre 1984 all'età di 87 anni. È sepolto nel cimitero della Resurrezione di Springfield. Qualche mese prima della morte si era riconciliato con la Chiesa cattolica, abiurando le sue attività scismatiche.

## Genealogia episcopale e successione apostolica
La genealogia episcopale è:
- Patriarca Eliya XII Denha
- Patriarca Yukhannan VIII Hormizd
- Vescovo Isaie Jesu-Yab-Jean Guriel
- Arcivescovo Augustin Hindi
- Patriarca Joseph VI Audu
- Patriarca Pierre Elie XII Abboloyonan
- Patriarca Yosep Emmanuel II Thoma
- Vescovo François David
- Arcivescovo Antonin-Fernand Drapier, O.P.
- Arcivescovo Pierre Martin Ngô Đình Thục

La successione apostolica è:
- Arcivescovo Paul Nguyễn Văn Bình (1955)
- Vescovo Simon Hòa Nguyễn Văn Hiền (1955)
- Vescovo Michel Nguyễn Khắc Ngữ (1961)
- Arcivescovo Philippe Nguyễn Kim Điền, P.F.I. (1961)
- Vescovo Antoine Nguyễn Văn Thiện (1961)
- Vescovo Joseph Trần Văn Thiện (1961)

Senza il permesso della Santa Sede:
- Vescovo Manuel Corral (1976)
- Vescovo Francis Bernard Sandler (1976)
- Vescovo Camilo Estevez Puga de Maside (1976)
- Vescovo Clemente Domínguez (1976)
- Vescovo Michael Thomas Donnelly (1976)
- Vescovo P. E. M. Labat d'Arnoux (1976), consacrato sub condicione
- Vescovo Jean Laborie (1977), riconsacrato sub condicione
- Vescovo Claude Nanta de Torrini (1977)
- Vescovo Michel Fernandez (1978)
- Vescovo Roger Kozik (1978)
- Vescovo Michel Guérard des Lauriers (1981)
- Vescovo Moisés Carmona (1981)
- Vescovo Adolfo Zamora Hernández (1982)
- Vescovo Luigi Boni (1982)
- Vescovo Jean Gerard Roux (1982)
- Vescovo Christian Marie Datessen (1982)